# 광주광역시의 기념물
광주광역시의 기념물은 기념물 중에서 광주광역시 내에 있는 문화재를 의미한다.

## 지정목록
| 번호 | 사진 | 명칭                                    | 소재지                                                 | 관리자 (단체)            | 지정일                                                                | 참조 |
| 1호  |      | 환벽당 (環碧堂)                         | 광주 북구 충효동 387                                   | 정일택                   | 1972년 1월 29일 지정, 2013년 11월 6일 해제, 명승 107호로 승격         |      |
| 2호  |      | 정지장군예장석묘 (鄭地將軍禮葬石墓)     | 광주 북구 망월동 산176                                 | 정일택                   | 1975년 12월 30일 지정                                                 |      |
| 3호  |      | 전상의장군예장석묘 (全尙毅將軍禮葬石墓) | 광주 북구 화암동 산239                                 | 전상의장군유적보존회     | 1977년 10월 20일 지정                                                 |      |
| 4호  |      | 충효동정려비각 (忠孝洞旌閭碑閣)         | 광주 북구 충효동 440                                   | 김진규                   | 1985년 2월 25일 지정                                                  |      |
| 5호  |      | 허백련춘설헌 (許百鍊春雪軒)             | 광주 동구 운림동 산151                                 | 허광득                   | 1986년 9월 29일 지정                                                  |      |
| 6호  |      | 오지호가 (吳之湖家)                     | 광주 동구 지산동 275                                   | 오승윤                   | 1986년 9월 29일 지정                                                  |      |
| 7호  |      | 포충사 (褒忠祠)                         | 광주 남구 원산동 947-1                                 | 포충사관리사무소         | 1974년 5월 22일 지정                                                  |      |
| 8호  |      | 양송천묘역 (梁松川墓域)                 | 광주 광산구 동호동 산32-2                              | 제주양씨문중             | 1978년 9월 22일 지정                                                  |      |
| 9호  |      | 빙월당 (氷月堂)                         | 광주 광산구 광산동 452                                 | 기세택                   | 1979년 8월 3일 지정                                                   |      |
| 10호 |      | 칠석동은행나무 (漆石洞銀杏나무)         | 광주 남구 칠석동 120                                   | 남구                     | 1979년 8월 3일 지정                                                   |      |
| 11호 |      | 양씨삼강문 (梁氏三綱門)                 | 광주 광산구 박호동산 131-1                             | 양승용                   | 1985년 2월 25일 지정                                                  |      |
| 12호 |      | 고씨삼강문 (高氏三綱門)                 | 광주 남구 압촌동 산14                                  | 장흥고씨문중             | 1985년 2월 25일 지정                                                  |      |
| 13호 |      | 용아생가 (龍兒生家)                     | 광주 광산구 소촌동 363-1                               | 박종달                   | 1986년 2월 7일 지정                                                   |      |
| 14호 |      | 무진고성지 (武珍古城址)                 | 광주 북구 북구 두암동 산136외, 동구 지산동.산수동 일원 | 북구                     | 1989년 3월 20일 지정                                                  |      |
| 15호 |      | 우일선선교사사택 (우일선선교사私宅)     | 광주 남구 제중로47번길 20 (양림동)                     | 전남로회유지재단         | 1989년 3월 20일 지정                                                  |      |
| 16호 |      | 충효동왕버들 (忠孝洞왕버들)             | 광주 북구 충효동 1021                                  | 북구                     | 1985년 2월 25일 지정, 2012년 10월 6일 해제, 천연기념물 제539호로 승격 |      |
| 17호 |      | 양림동호랑가시나무 (楊林洞호랑가시나무) | 광주 남구 양림동 226-25                                | 기독교남장로회           | 1985년 2월 25일 지정                                                  |      |
| 18호 |      | 화담사 (花潭祠)                         | 광주 서구 화정동 781-23                                | 화담사보존회             | 1993년 3월 20일 지정                                                  |      |
| 19호 |      | 학동느티나무 (鶴洞느티나무)             | 광주 동구 학동 8                                       | 전남대병원               | 1994년 2월 18일 지정                                                  |      |
| 20호 |      | 월계동장고분 (月溪洞長鼓墳)             | 광주 광산구 월계동765-5                                | 광산구                   | 1994년 2월 18일 지정                                                  |      |
| 21호 |      | 금곡동제철유적 (金谷洞製鐵遺蹟)         | 광주 북구 금곡동 798번지 일원                          | 광산김씨참판공문연파문중 | 1994년 2월 18일 지정                                                  |      |
| 22호 |      | 명화동장고분 (明花洞長鼓墳)             | 광주 광산구 명화동 170-5                               | 광산구                   | 1995년 4월 20일 지정                                                  |      |
| 23호 |      | 범세동선생묘 (范世東先生墓)             | 광주 광산구 덕림동 산94-1                              | 금성범씨시랑공파종중     | 1998년 2월 12일 지정                                                  |      |
| 24호 |      | 괘고정수 (掛鼓亭樹)                     | 광주 남구 원산동 579-3                                 | 이진구                   | 1998년 5월 7일 지정                                                   |      |
| 25호 |      | 광주북동천주교회 (광주북동천주교회)     | 광주 북구 북동 33                                      | 광주북동천주교회         | 1999년 4월 30일 지정                                                  |      |
| 26호 |      | 광주학생운동발상지 (광주학생운동발상지) | 광주 북구 북구 누문동 144-45외 동구 장동 39-12번지     | 광주광역시 교육감        | 1999년 4월 30일 지정                                                  |      |